# Tegnap és Ma
A Tegnap és Ma a Kalligram Könyvkiadó által 1994-ben útjára indított monográfia sorozat, amely élő vagy a közelmúltban elhunyt magyar írók és költők munkásságáról készít mérleget. Minden egyes kötet újszerű értelmezést igyekszik adni a művekről, és lehetőség szerint távol tartja magát politikai elkötelezettségektől, amelyek olyannyira rányomták bélyegüket a magyar irodalom felfogására. A sorozatszerkesztő nem törekedett arra, hogy közelítse egymáshoz az egyes irodalmárok szemléletét. Mindegyiküknek teljes szabadságot adott véleményük kifejtésére, mert úgy vélte, ily módon az olvasó hű képet alkothat magának a magyar kultúra sokszínűségéről, a különböző irányzatok kölcsönhatásáról és feszültségéről.

## A sorozat eddig megjelent kötetei
- Thomka Beáta: Tolnai Ottó
- Szegedy-Maszák Mihály: Ottlik Géza
- Thomka Beáta: Mészöly Miklós
- Szirák Péter: Grendel Lajos
- Pécsi Györgyi: Tőzsér Árpád
- Bertha Zoltán: Sütő András
- Kulcsár-Szabó Zoltán: Oravecz Imre
- Kulcsár Szabó Ernő: Esterházy Péter
- Farkas Zsolt: Kukorelly Endre
- Balassa Péter: Nádas Péter
- Tolcsvai Nagy Gábor: Nagy László
- Pozsvai Györgyi: Bodor Ádám
- Keresztury Tibor: Petri György
- Zsadányi Edit: Krasznahorkai László
- Németh Marcell: Hajnóczy Péter
- Blénesi Éva: Szőcs Géza
- Vilcsek Béla: Petőcz András
- Németh Zoltán: Talamon Alfonz
- Elek Tibor: Székely János
- Bónus Tibor: Garaczi László
- Tolcsvai Nagy Gábor: Pilinszky János
- Szilágyi Zsófia: Ferdinandy György
- Vágvölgyi András: Eörsi István
- Szirák Péter: Kertész Imre
- Pécsi Györgyi: Kányádi Sándor
- Görömbei András: Csoóri Sándor
- Görömbei András: Nagy Gáspár
- Németh Zoltán: Parti Nagy Lajos
- Gerold László: Gion Nándor (2009)
- Hites Sándor: Karátson Endre (2011)
- Cs. Fehér Katalin: Pályi András (2011)
- Horváth Csaba: Háy János (2014)
- Bengi László: Márton László (2015)